# Aïn Taïba
Aïn Taïba est une oasis et un gouffre d'Algérie dans la wilaya d'Ouargla.

## Géographie
Située à environ 190 km au sud de Ouargla et à environ 250 km au nord de Bordj Omar Driss, en plein désert, Aïn Taïba est située à 231 mètres d'altitude. Il s'agit d'un trou d'eau d'un périmètre d’environ 100 m.

## Histoire
Aïn Taïba était connue des explorateurs du XIXe siècle comme le seul point d'eau du massif des Dunes de l'Erg oriental, ce qui en faisait une escale obligée. L'oasis a ainsi vu passer, entre autres, la mission Foureau, Ismaël Bou Derba, Paul Flatters ou Gaston Méry.